# St. Georg Arrenagogeiou

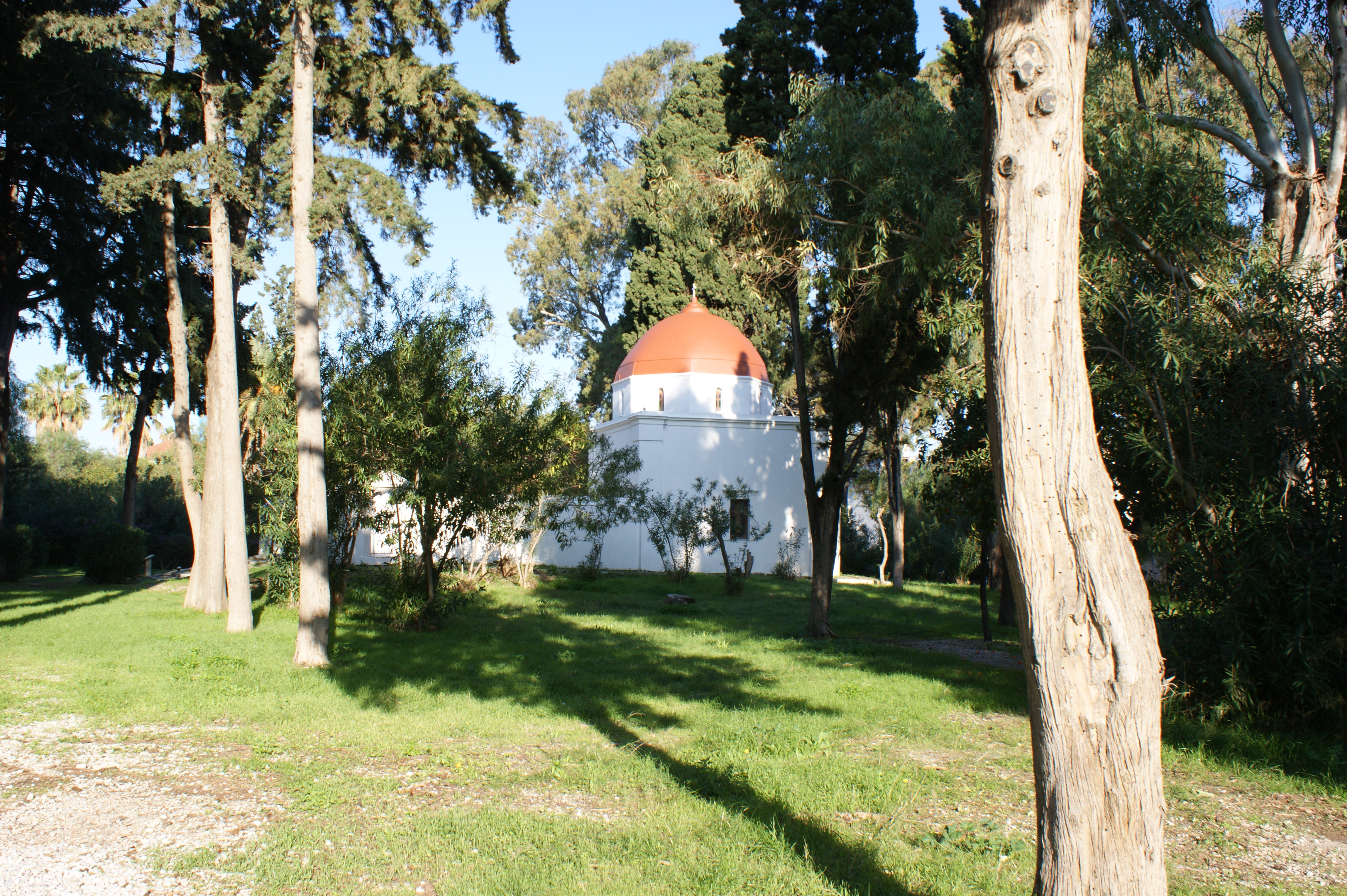
Kirche hl. Georg der Bubenschule in der Stadt Kos

Die Kirche St. Georg Arrenagogeiou (auch St. Georg tou Arrenagogeiou; griechisch Άγιος Γεώργιος του Αρρεναγωγείου St. Georg der Bubenschule) befindet sich in der Stadt Kos auf der griechischen Insel Kos. Sie ist dem heiligen Georg gewidmet.
Die Kirche gehört zur orthodoxen Metropolie von Kos und Nisyros, die wiederum direkt dem Ökumenischen Patriarchat von Konstantinopel (griechisch Οικουμενικό Πατριαρχείο Κωνσταντινουπόλεως Oikoumenikó Patriarcheío Konstantinoupóleos, türkisch İstanbul Rum Ortodoks Patrikhanesi, auch Kirche von Konstantinopel) untersteht.

## Lage
Die Kirche liegt heute am Rande der Ausgrabungsstätte Agora (Chora), etwa 5 Meter über dem Meeresspiegel. Das Meer liegt rund 90 Meter Luftlinie nordöstlich, der Hafen von Kos etwa 230 Meter nordwestlich. Zur nordwestlich gelegenen Platia Platanou mit der Platane des Hippokrates, der Gazi-Hasan-Pascha-Moschee, dem Gouverneurspalast von Kos und dem Hamam von Kos sind es rund 100 Meter Luftlinie. Die Festung Neratzia liegt hinter der  Platia Platanou  etwa 180 Meter entfernt.
In der Nähe ist die ehemalige Friedhofskapelle Panagia Gorgoepikoos ebenfalls erhalten geblieben.

## Geschichte und Gebäude
Die Kirche befindet sich am Rande der später als Ausgrabungsstätte Agora (Chora) benannten Stätte, die ursprünglich die ummauerte mittelalterliche Stadt Kos war und 1933 bei einem Erdbeben zerstört wurde. Die Kirche stammt aus spätbyzantinischer Zeit.
Es handelt sich dabei um eine für die damalige Zeit typische einschiffige Kirche mit halbkreisförmiger Apsis, deren Grundriss fast quadratisch ist und die von einer großen Kuppel überdacht wird. Die acht schmalen Fenster der Kuppel sowie die vier rechteckigen in den Seitenwänden belichten den Innenraum. Der Altartisch in der Bema besteht aus einer Marmortafel. An der Nordostseite der Kirche befindet sich das Grab des Erzbischofs Gerasimos von Kos (1838) und seiner Mutter Anthoula, die 1811 an der Pestepidemie starb, die in Kos bis 1814 andauerte und als Proto Thanatiko bekannt war.
Nach Unterlagen im Archiv der Metropolie von Kos war diese Kirche Ende des 18. Jahrhunderts eine Filialkirche (Metochion) der Kirche St. Marina. Sie stand in einem umzäunten Weinberg mit Wirtschaftsgebäuden. Der Kirche zugeordnet waren ein größeres Grundstück mit 14 Häusern und 3 Läden. Nach einer im Archiv erhaltenen Entscheidung des Metropoliten von Kos, Kyrillos, trug sie 1842 mit den Einnahmen aus dem Weinberg zu einer hier befindlichen Grundschule für Jungen bei, die nach dem Monitorialsystem geführt wurde.
1882, als dann die Arrenagogeion (Grundschule für Jungen) nach einem Beschluss der Gemeinde Kos und mit Genehmigung der osmanischen Behörden gegründet wurde, wurde die Kirche Teil der Schule und erhielt die bis heute erhaltene Bezeichnung St. Georg Arrenagogeiou (bzw. auch St. Georg tou Arrenagogeiou genannt).
Etwa zu dieser Zeit übernahm die Familie des Antonios Panteloglou, der dem ersten Ältestenrat (Demogerontia) angehörte, der 1843 ernannt wurde, die Verantwortung für die Pflege der Kirche. Den Quellen zufolge wurde die Kirche 1892 auf Kosten seiner Tochter Aikaterini renoviert, der Ehefrau von Alexios Thymanakis.
Diese Kirche war eines der wenigen Gebäude in der Stadt Kos, die das Erdbeben überstand, das Kos am 23. April 1933 traf (am Festtag des heiligen Georg). Das Gebäude der Jungenschule hingegen wurde damals zerstört.
Die Insel Kos war von 1912 bis 1943 von Italien besetzt, welche die rund 400-jährige Herrschaft des Osmanischen Reiches über Kos und die sehr weitgehende Selbstverwaltung der Insel beendeten und wesentliche bauliche Veränderungen durchführten. Da die Kirche das Erdbeben relativ gut überstanden hat, wurde diese nicht wie andere geschleift, um den Neubauplänen der Besatzer umzusetzen bzw. um archäologische Ausgrabungen zu ermöglichen.
Das Erdbeben vom 20./21. Juli 2017 hat die Kirche ebenfalls überstanden.